# اسکودریا تورو روسو
اسکودریا تورو روسو که معمولاً با نام تورو روسو یا مخفف آن اس‌تی‌آر شناخته می‌شد، یک تیم خودروسازی ایتالیایی بود  که در فرمول یک فعالیت می‌کرد. تورو روسو یکی از دو تیم فرمول یکی بود که توسط شرکت اتریشی رد بول مدیریت می‌شد و تیم دیگر، تیم مسابقه ردبول است. نخستین حضور این تیم در مسابقات، فصل ۲۰۰۶ بود. پیش از آن، در پایان سال ۲۰۰۵ پل استودارت سهام باقی‌ماندهٔ خود در تیم میناردی را به ماتشیچ مالک ردبول فروخته بود. سپس دیتریش ماتسیتس قراردادی را با گرهارد برگر برای مالکیت ۵۰–۵۰ تیم امضا کرد. در اواخر ۲۰۰۸ ردبول سهام برگر را خرید و دوباره مالکیت کامل تیم را در دست گرفت.سرنجام این تیم در اواخر ۲۰۱۹ به فعالت خود پایان داد.و تیم اسکودریا آلفاتاوری جایگزین این تیم شد .

تورو روسو به عنوان تیم جوانان ردبول فعالیت می‌کند و هدف آن، توسعهٔ توانایی‌های رانندگان آینده‌دار برای تیم بزرگسال است.
ویتانتونیو لیوزی نخستین امتیازات تیم را در نخستین فصل در جایزه بزرگ آمریکا کسب کرد.
از سال ۲۰۰۷ تا ۲۰۱۳ تورو روسو از موتور وی۸ فراری استفاده می‌کرد. در واقع، این همکاری مربوط به ادامهٔ قرارداد ردبول با فراری بود که در سال ۲۰۰۶ شکسته شده‌بود تا ردبول برای ساخت موتور با رنو همکاری کند. در سال ۲۰۱۴ تورو روسو نیز استفاده از موتور رنو را آغاز کرد، ولی در ۲۰۱۶ به موتور فراری برگشت.
رانندگان اصلی تیم در فصل ۲۰۰۸، سباستین فتل و سباستین بورده بودند. در فصل ۲۰۰۹، سباستین بوئمی جای فتل را، که به تیم ردبول پیوسته بود، گرفت. بورده نیز پس از جایزه بزرگ آلمان، به دلیل کسب نتایج ضعیف، از تیم خارج شد و ژائومه آلگرسوآری جای او را گرفت. در ابتدای فصل ۲۰۱۲، دنیل ریکاردو و ژان-اریک ورن به تیم پیوستند و جای بوئمی و آلگرسوآری را گرفتند. در جایزه بزرگ ایتالیا ۲۰۱۳ اعلام شد که ریکاردو جانشین مارک وبر در تیم ردبول می‌شود و برای فصل ۲۰۱۴، دانیل کیات جانشین ریکاردو و هم‌تیمی ورن شد. کیات پس از یک فصل به ردبول پیوست و کارلوس ساینز و ماکس فرستاپن به عنوان اعضای جدید تیم معرفی شدن. و در فصل ۲۰۱۹ گسلی و کیات برای این تیم رانندگی کردند و این تیم اخر سال به فعالیت خود پایان داد

## منشأ
تیم میناردی از ۱۹۸۵ تا ۲۰۰۵ در فرمول یک شرکت می‌کرد. این تیم با وجود داشتن هواداران زیاد، یکی از ضعیف‌ترین تیم‌های مسابقات بود و هیچ سکویی را به دست نیاورده‌بود. بهترین مقام تیم، کسب سه عنوان چهارمی بود. پل استودارت مالک تیم، ترجیح داد آن را به کسی بفروشد که بتواند نتایجی بهتر از او به دست آورد و بتواند تیم را در ایتالیا نگه دارد. در قرارداد امضا شده با ردبول بندی بود که مرکز تیم باید دست‌کم تا پایان فصل ۲۰۰۷ در فائنتسای ایتالیا بماند.

## حامیان مالی
حمایت مالی ورزش‌ها بخش بزرگی از استراتژی‌های بازاریابی رد بول است. پیش از تورو روسو، تیم مسابقه ردبول (با نام قبلی تیم مسابقه جگوار)، باشگاه فوتبال اتریشی ردبول سالزبورگ و تیم هاکی روی یخ اتریشی ردبول سالزبورگ نیز توسط ردبول خریداری شده‌اند.
در ۶ سپتامبر ۲۰۱۱ تیم تأیید کرد که بودجهٔ قابل‌توجهی را از سپسا (گروه نفتی اسپانیایی) دریافت کرده‌است.